# 圣救主堂 (威尼斯)
圣救主堂（意大利语：Chiesa di San Salvador，威尼斯语：San Salvatore）是一座罗马天主教教堂，位于意大利威尼斯圣马可区。1177年祝圣。目前的教堂建于1508年。立面由朱塞佩·萨尔迪增建于1663年。
毗邻教堂的前修道院，现在是电话公司的办公室。
圣萨尔瓦多是一个文化和社会中心。
有炮弹嵌在立面的柱子底部，是1849年宣布独立时，奥地利军队炮轰的遗物。

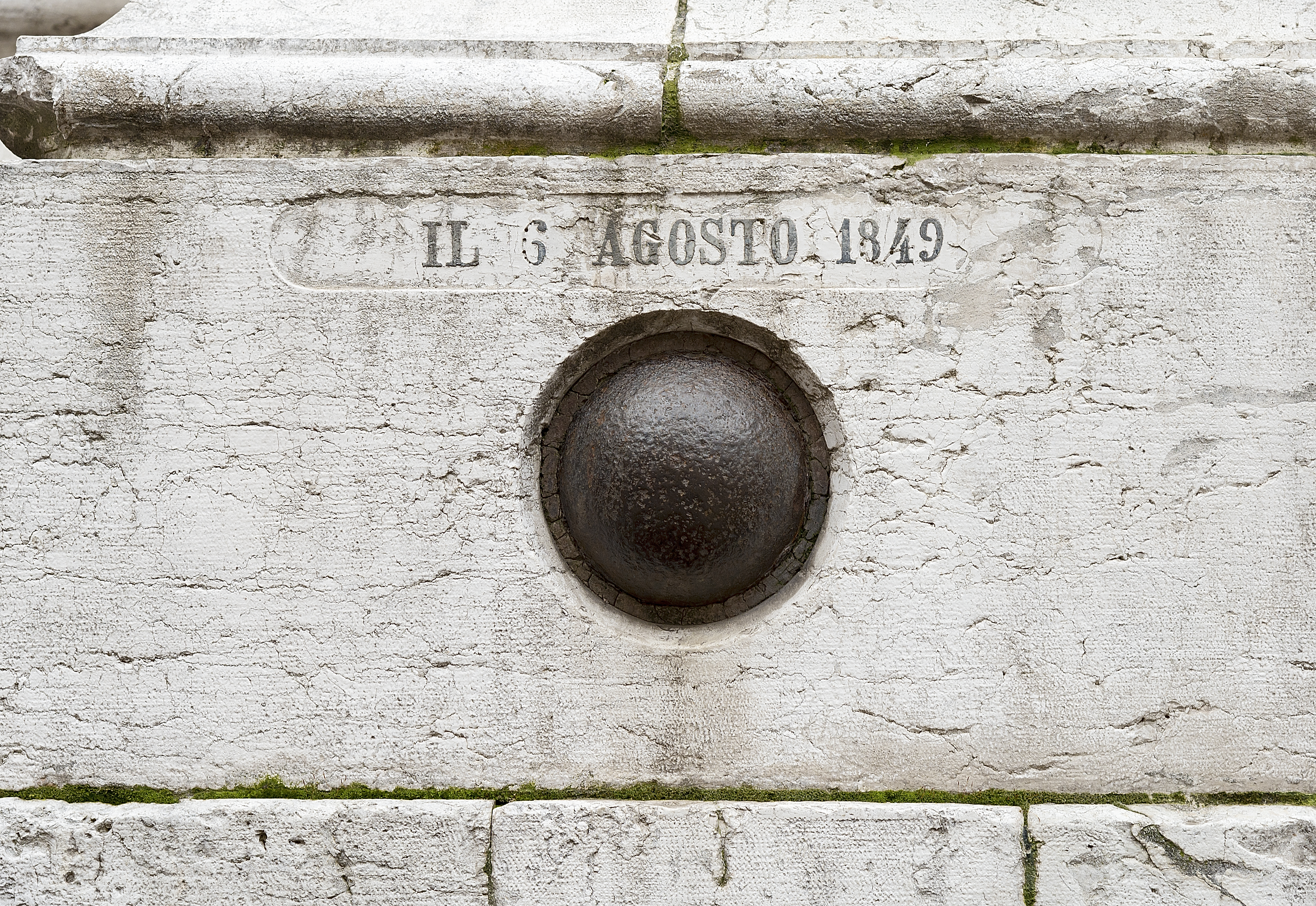
炮弹
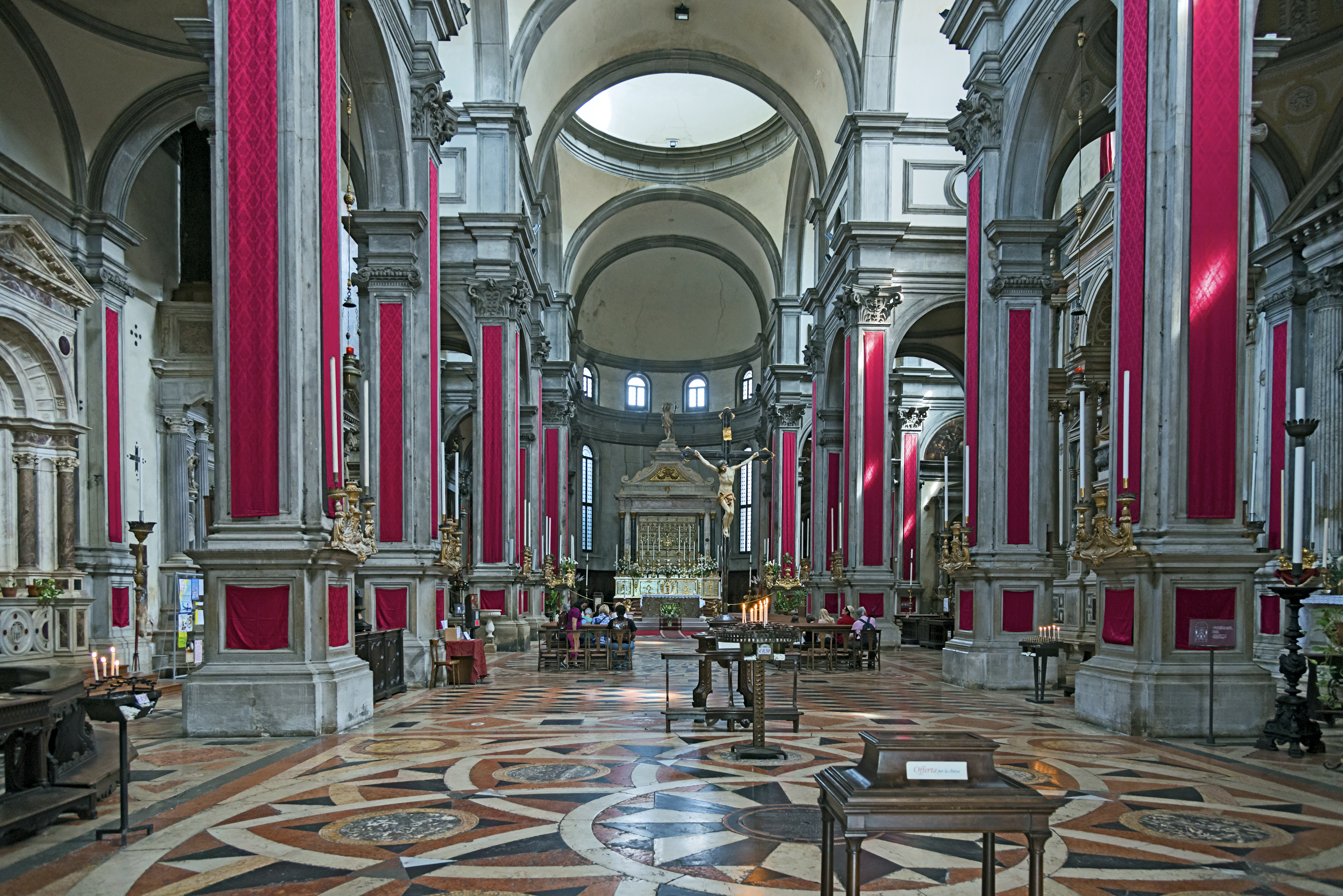
里面
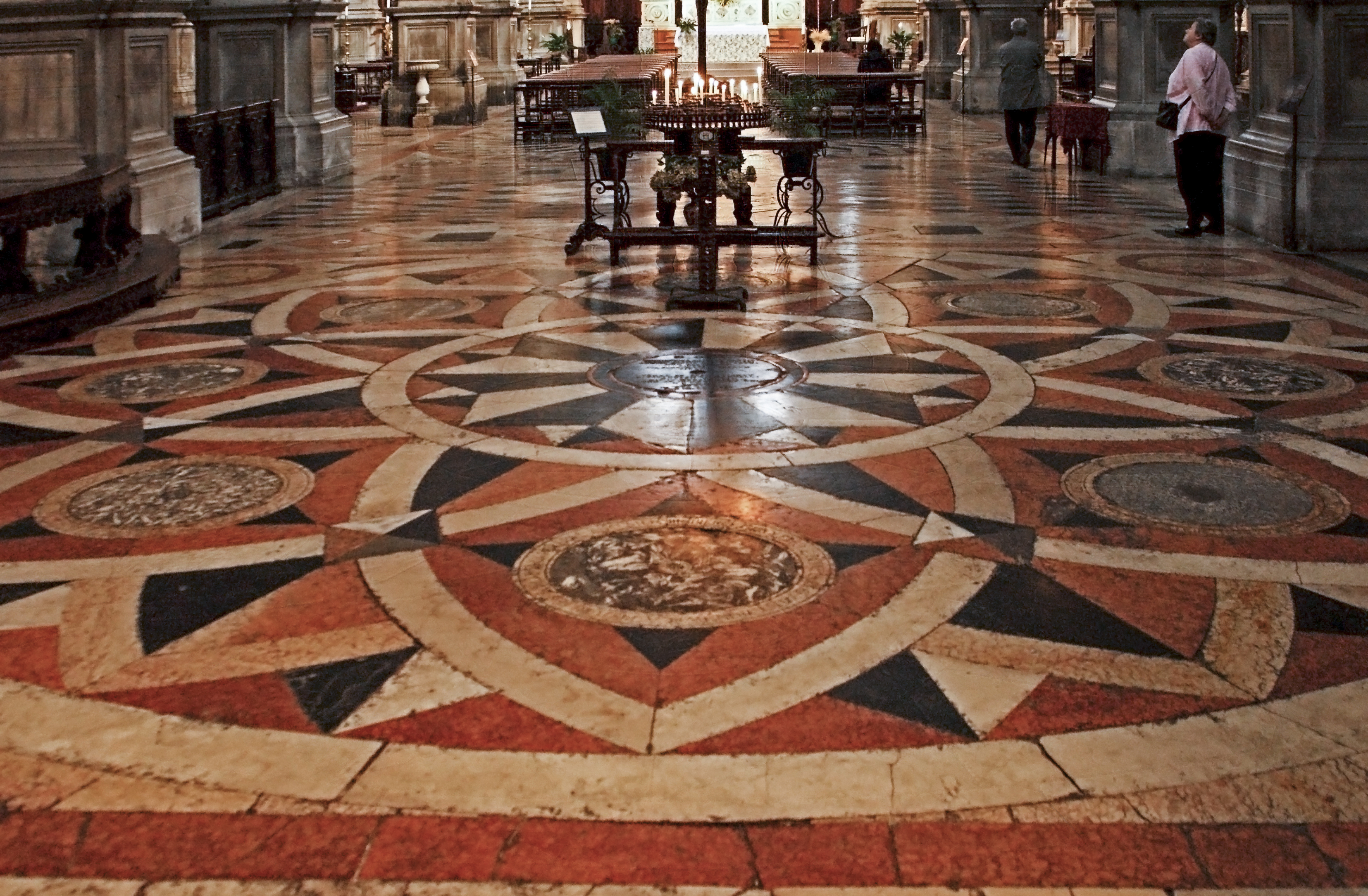
大理石地面
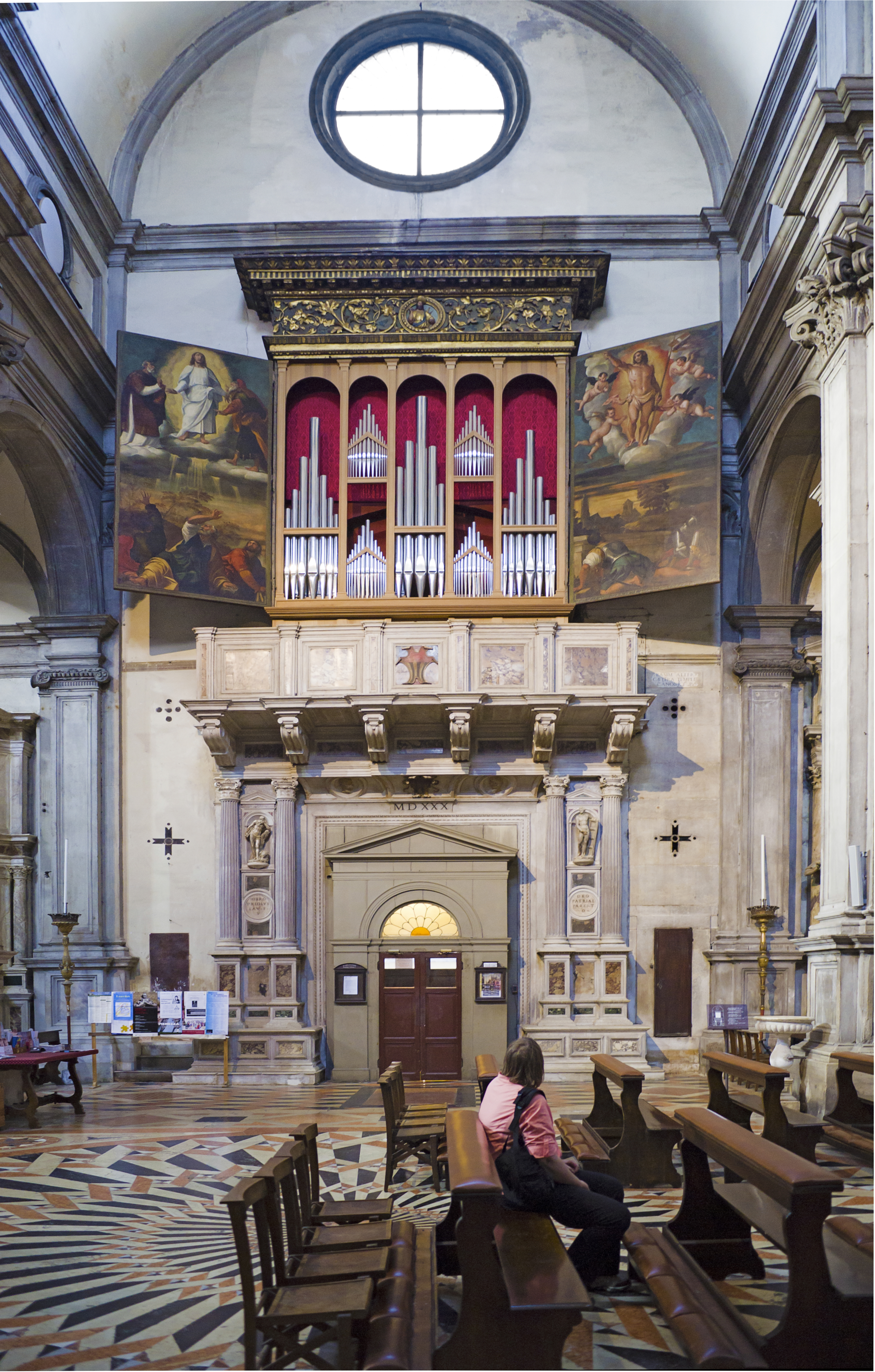
器官
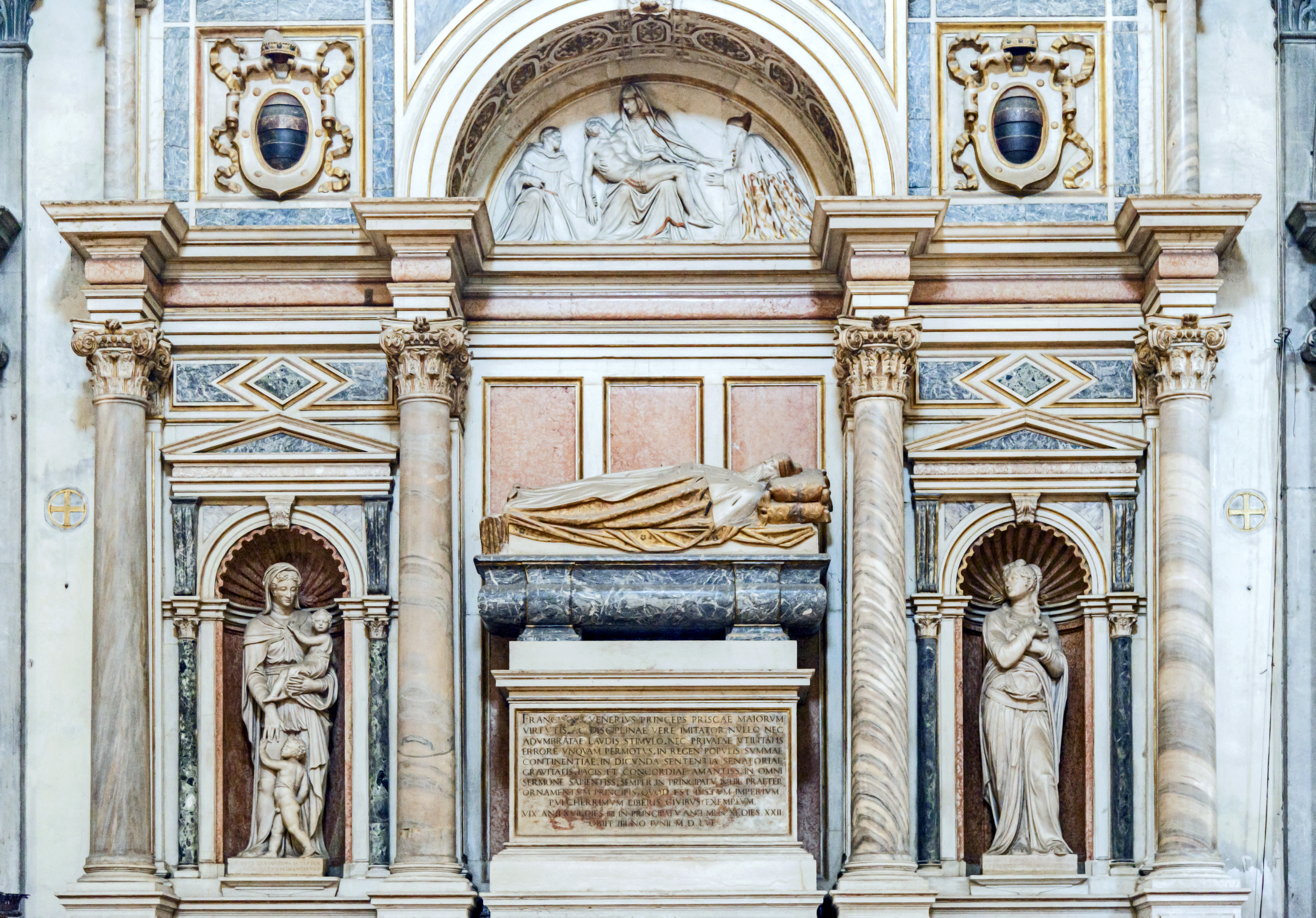
弗朗西斯Venier的纪念碑
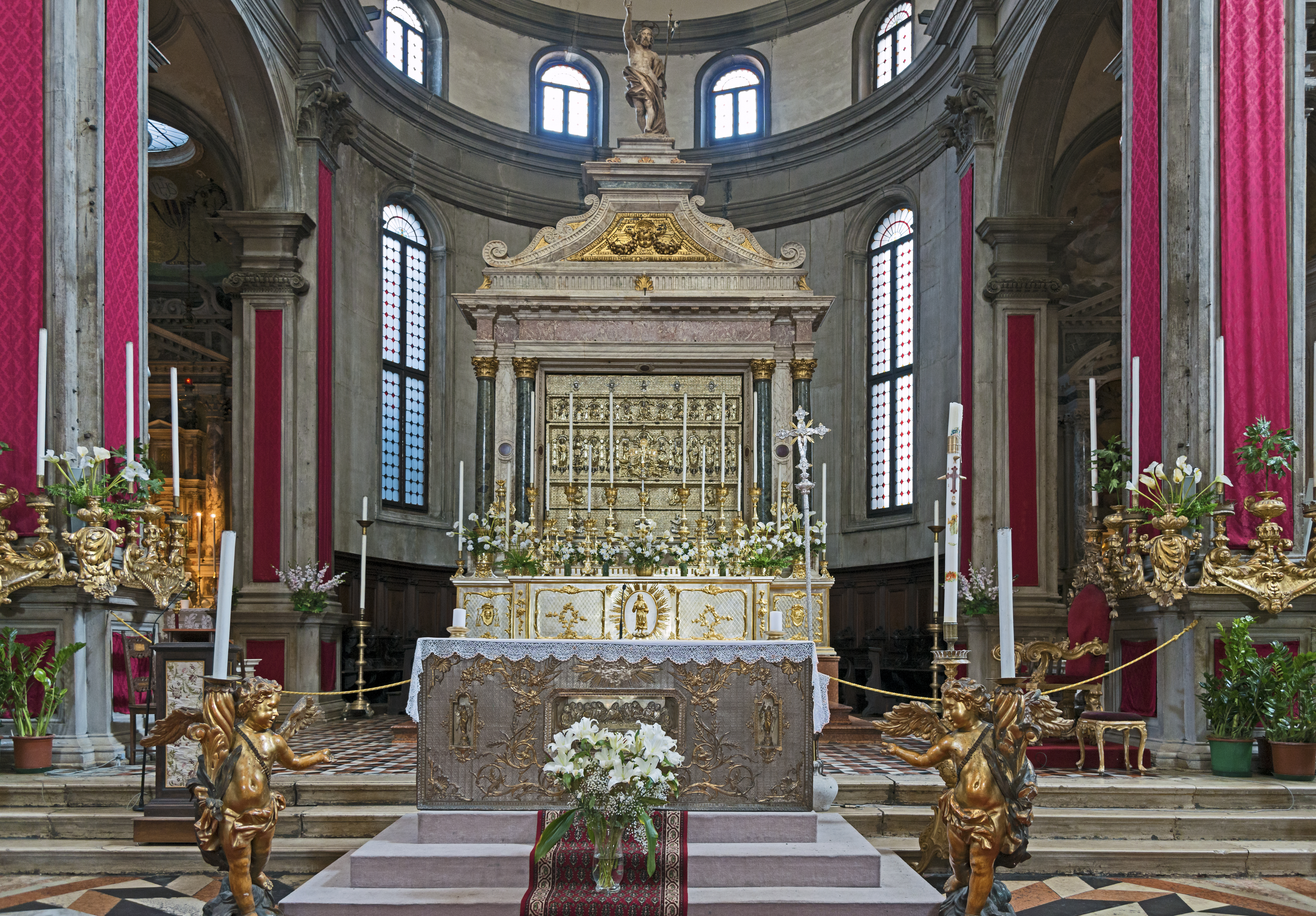
祭坛和主祭坛
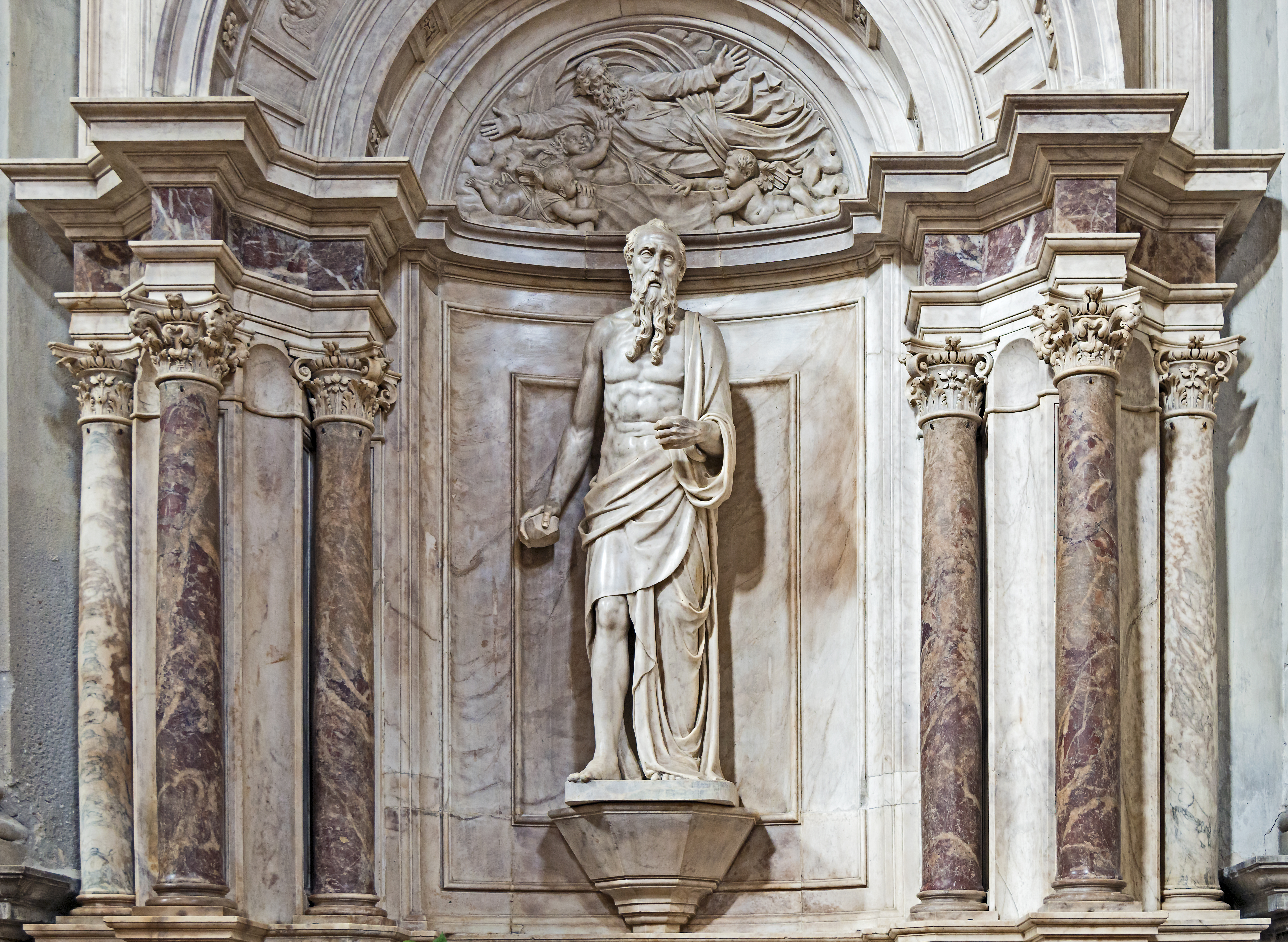
圣杰罗姆